# Westmoreland County (Pennsylvania)
Das Westmoreland County ist ein County im US-Bundesstaat Pennsylvania. Bei der Volkszählung im Jahr 2020 hatte das County 354.663 Einwohner und eine Bevölkerungsdichte von 133,5 Einwohnern pro Quadratkilometer. Der Verwaltungssitz (County Seat) ist Greensburg.
Das Westmoreland County ist Bestandteil der Metropolregion um die Stadt Pittsburgh.

## Geographie
Das County liegt im Südwesten von Pennsylvania am Monongahela River und dem Allegheny River, den beiden Quellflüssen des Ohio River. Das Westmoreland hat eine Fläche von 2684 Quadratkilometern, wovon 28 Quadratkilometer Wasserfläche sind. Es grenzt an folgende Countys:
| Butler County     | Armstrong County | Indiana County  |
| Allegheny County  |                  | Cambria County  |
| Washington County | Fayette County   | Somerset County |

## Geschichte
Das County wurde am 26. Februar 1773 aus ehemaligen Teilen des Bedford County gegründet. Benannt wurde es nach der traditionellen englischen Grafschaft Westmorland und weil das County ursprünglich den gesamten Westen Pennsylvanias umfasste.

### Historische Gebäude
Im Washington Township steht das historische Gehöft John Walter Farmstead. Das Anwesen wurde am 21. Juli 1995 vom National Register of Historic Places mit der Nummer 95000885 aufgenommen.
Ein Ort im County hat den Status einer National Historic Landmark, das Bushy Run Battlefield, das Schauplatz des Pontiac-Aufstands war. 51 Bauwerke und Stätten des Countys sind im National Register of Historic Places (NRHP) eingetragen (Stand 25. Juli 2018).

## Demografische Daten

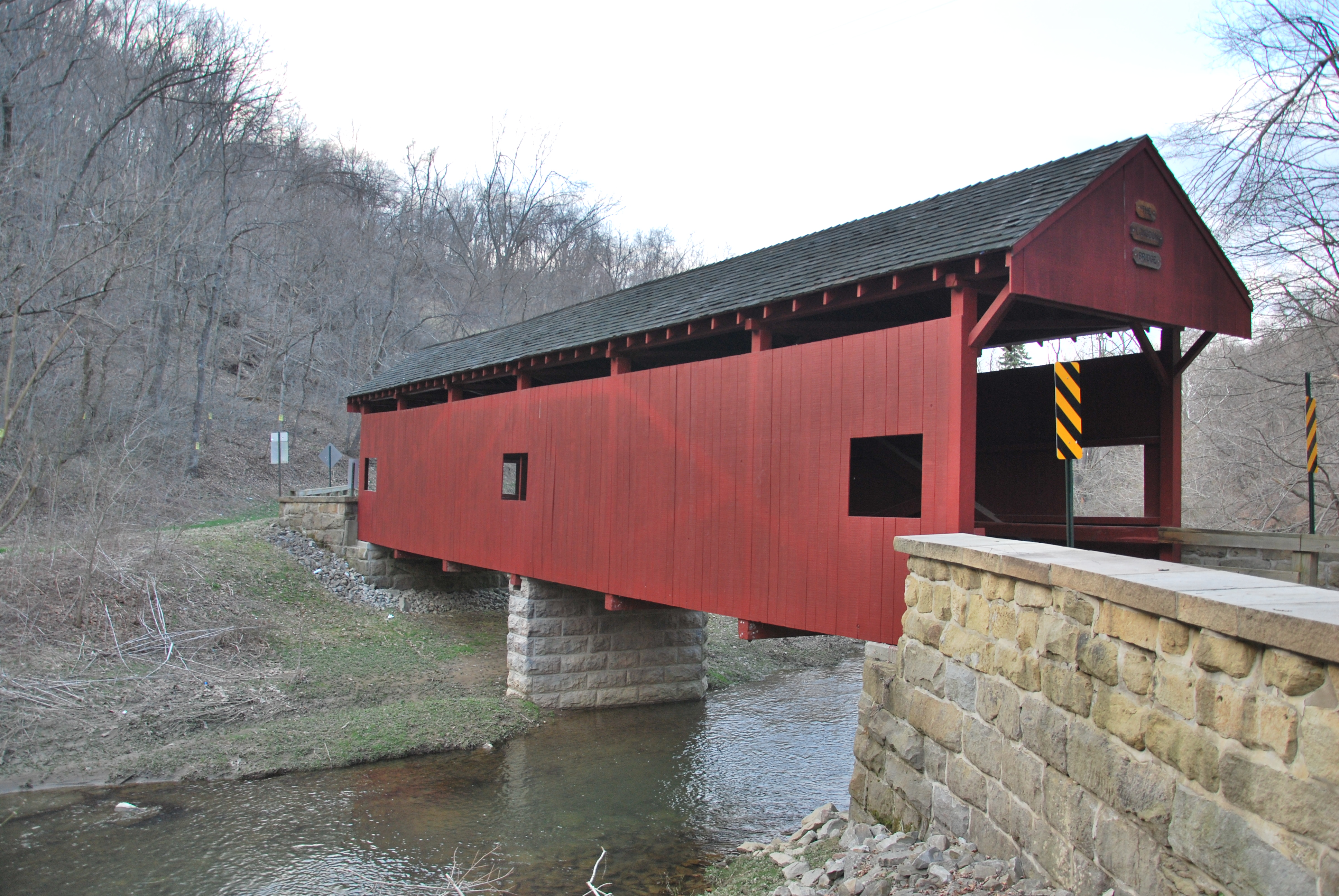
Die im NRHP gelistete Longdon L. Miller Covered Bridge im Westmoreland County

Nach der Volkszählung im Jahr 2010 lebten im Westmoreland County 365.169 Menschen in 151.936 Haushalten. Die Bevölkerungsdichte betrug 137,5 Einwohner pro Quadratkilometer.
Ethnisch betrachtet setzte sich die Bevölkerung zusammen aus 95,3 Prozent Weißen, 2,3 Prozent Afroamerikanern, 0,1 Prozent amerikanischen Ureinwohnern, 0,7 Prozent Asiaten sowie aus anderen ethnischen Gruppen; 1,2 Prozent stammten von zwei oder mehr Ethnien ab. Unabhängig von der ethnischen Zugehörigkeit waren 0,9 Prozent der Bevölkerung spanischer oder lateinamerikanischer Abstammung.
In den 151.936 Haushalten lebten statistisch je 2,32 Personen.
19,9 Prozent der Bevölkerung waren unter 18 Jahre alt, 61,2 Prozent waren zwischen 18 und 64 und 18,9 Prozent waren 65 Jahre oder älter. 51,3 Prozent der Bevölkerung war weiblich.

Das jährliche Durchschnittseinkommen eines Haushalts lag bei 47.312 USD. Das Prokopfeinkommen betrug 25.344 USD. 10,4 Prozent der Einwohner lebten unterhalb der Armutsgrenze.

## Orte im Westmoreland County
Citys
| - Arnold - Greensburg - Jeannette - Latrobe | - Lower Burrell - Monessen - New Kensington |

Boroughs
| - Adamsburg - Arona - Avonmore - Bolivar - Delmont - Derry - Donegal - East Vandergrift | - Export - Hunker - Hyde Park - Irwin - Laurel Mountain - Ligonier - Madison - Manor | - Mount Pleasant - Murrysville - New Alexandria - New Florence - New Stanton - North Belle Vernon - North Irwin - Oklahoma | - Penn - Scottdale - Seward - Smithton - South Greensburg - Southwest Greensburg - Sutersville - Trafford1 | - Vandergrift - West Leechburg - West Newton - Youngstown - Youngwood |

Census-designated places (CDP)
| - Calumet-Norvelt - Crabtree - Grapeville | - Harrison City - Herminie - Lawson Heights | - Lynnwood-Pricedale2 - McChesneytown-Loyalhanna - Slickville |

Unincorporated Communitys
| - Acme2 - Boquet - Calumet - Hannastown - Hopewell | - Hutchinson - Kecksburg - Lloydsville - Luxor - Moween | - Norvelt - Ruffs Dale - Southwest - Stahlstown - Standard Shaft | - Salina - Turkeytown - United |

1 – teilweise im Allegheny County

2 – teilweise im Fayette County

## Gliederung

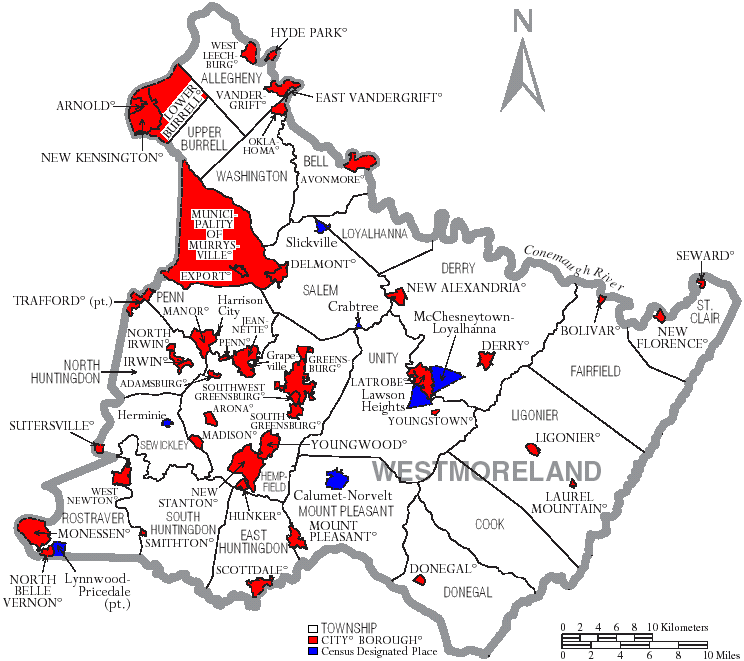
Karte des Westmoreland Countys

Das Westmoreland County ist in 21 Townships eingeteilt:
| - Allegheny Township - Bell Township - Cook Township - Derry Township - Donegal Township - East Huntingdon Township | - Fairfield Township - Hempfield Township - Ligonier Township - Loyalhanna Township - Mount Pleasant Township - North Huntingdon Township | - Penn Township - Rostraver Township - Salem Township - Sewickley Township - South Huntingdon Township - St. Clair Township | - Unity Township - Upper Burrell Township - Washington Township |

## Persönlichkeiten
- James Pollard Espy (1785–1860), US-amerikanischer Meteorologe